# Advanced Design Tramontana

Tramontana

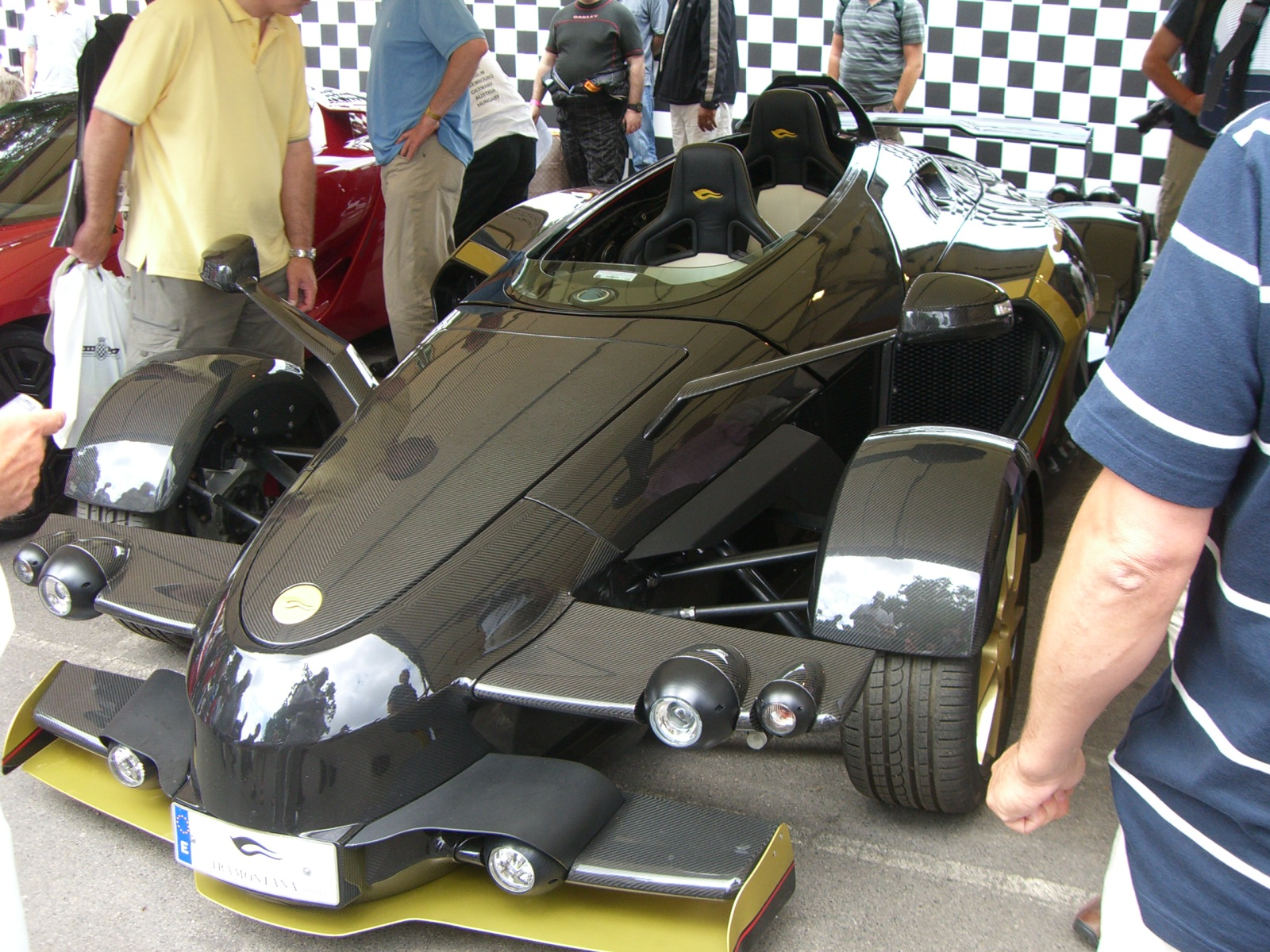
2009 Tramontana R

Advanced Design Tramontana ist ein spanischer Hersteller von Automobilen.

## Unternehmensgeschichte
Das Unternehmen aus Palau de Santa Eulàlia (Girona) stellte 2005 auf dem Genfer Auto-Salon erstmals ein Fahrzeug aus. Die Serienproduktion begann kurz danach. Pro Jahr entstehen zwölf Exemplare.

## Fahrzeuge
Das erste Modell ist ein offener Sportwagen, der einem Monoposto ähnelt. Das Fahrzeug wird als Einsitzer und als Zweisitzer angeboten, der Kaufpreis beträgt je nach Ausführung mindestens 610.000 Euro. Beim Zweisitzer befindet sich der zweite Sitz hinter dem Fahrersitz. Für den Antrieb sorgt ein V12-Motor mit Turbolader der Daimler AG, der aus 5513 cm³ Hubraum zwischen 550 und 888 PS Leistung erbringt oder ein V10-Motor mit 600 PS und Saugrohreinspritzung. Das Triebwerk ist in Fahrzeugmitte montiert und treibt die Hinterachse an. Die bauartbedingte Höchstgeschwindigkeit ist mit 325 km/h angegeben. Die Fahrzeuglänge beträgt 490 cm, die Fahrzeugbreite 208 cm und die Fahrzeughöhe 130 cm.

### Technische Daten
|                                | V10 C/S/R                       | V12 C/S/R                       | V12 R/XTR                       | V12 XTR                         |
| ------------------------------ | ------------------------------- | ------------------------------- | ------------------------------- | ------------------------------- |
| Fahrzeugkonzept:               | 2-sitziger Mittelmotor Roadster | 2-sitziger Mittelmotor Roadster | 2-sitziger Mittelmotor Roadster | 2-sitziger Mittelmotor Roadster |
| Länge:                         | 4900 mm                         | 4900 mm                         | 4900 mm                         | 4900 mm                         |
| Breite:                        | 2080 mm                         | 2080 mm                         | 2080 mm                         | 2080 mm                         |
| Höhe:                          | 1300 mm                         | 1300 mm                         | 1300 mm                         | 1300 mm                         |
| Radstand:                      | 3100 mm                         | 3100 mm                         | 3100 mm                         | 3100 mm                         |
| Motor:                         | 10-Zylinder-Ottomotor           | 12-Zylinder-Ottomotor           | 12-Zylinder-Ottomotor           | 12-Zylinder-Ottomotor           |
| Hubraum:                       | 5204 cm³                        | 5513 cm³                        | 5513 cm³                        | 5513 cm³                        |
| Verdichtungsverhältnis         | 12,5 : 1                        | 9,0 : 1                         | 9,0 : 1                         | 9,0 : 1                         |
| max. Leistung:                 | 447 kW (608 PS) bei 8500/min    | 404 kW (550 PS)                 | 527 kW (720 PS)                 | 653 kW (888 PS) bei 5850/min    |
| max. Drehmoment:               | 580 Nm bei 6500/min             |                                 |                                 | 920 Nm bei 4000/min             |
| Sitzordnung:                   | 2 Sitze hintereinander          | 2 Sitze hintereinander          | 2 Sitze hintereinander          | 2 Sitze hintereinander          |
| Antrieb:                       | Heck                            | Heck                            | Heck                            | Heck                            |
| Getriebe:                      | sequenzielles 6-Gang-Getriebe   | sequenzielles 6-Gang-Getriebe   | sequenzielles 6-Gang-Getriebe   | sequenzielles 6-Gang-Getriebe   |
| Höchstgeschwindigkeit:         |                                 |                                 |                                 | 325 km/h                        |
| Beschleunigung 0–100 km/h (s): |                                 |                                 |                                 | 3,6                             |